# آسیاب پیرو
آسیاب پیرو مربوط به سده‌های متأخر دوران‌های تاریخی پس از اسلام است و در شهرستان دنا، بخش مرکزی، شهر سی سخت واقع شده و این اثر در تاریخ ۳ خرداد ۱۳۸۶ با شمارهٔ ثبت ۱۹۱۳۲ به‌عنوان یکی از آثار ملی ایران به ثبت رسیده است.